# Liste des fédérations régionales canadiennes de rugby à XV
| \| Rugby Alberta British Columbia RU New Brunswick RU Newfoundland and Labrador RU Ontario Rugby Union Prince Edward Island RU Rugby Manitoba Rugby Nova Scotia Rugby Québec Saskatchewan RU \| Localisation des sièges des dix fédérations régionales canadiennes (Territorial Unions) |
| Rugby Alberta British Columbia RU New Brunswick RU Newfoundland and Labrador RU Ontario Rugby Union Prince Edward Island RU Rugby Manitoba Rugby Nova Scotia Rugby Québec Saskatchewan RU                                                                                               |

La Fédération canadienne de rugby à XV (Rugby Canada) regroupe dix fédérations régionales (Territorial Unions). Certaines d'entre elles sont divisées en comités locaux (Local Area Unions) qui sont au nombre de 10. Les dix fédérations régionales sont les suivantes :
- Rugby Alberta
- British Columbia Rugby Union
- New Brunswick Rugby Union
- Newfoundland and Labrador Rugby Union
- Ontario Rugby Union
- Prince Edward Island Rugby Union
- Rugby Manitoba
- Rugby Nova Scotia
- Rugby Québec
- Saskatchewan Rugby Union

## Rugby Alberta
Le Rugby Alberta est fondé en 1961 et compte ? clubs et ? licenciés.
| Comité               | Fondé en | Nombre de clubs |
| -------------------- | -------- | --------------- |
| Calgary Rugby Union  | -        | 12              |
| Edmonton Rugby Union | -        | 15              |

## British Columbia Rugby Union
La British Columbia Rugby Union est fondée en 1889 et compte 59 clubs et 7 600 licenciés.
| Comité                             | Fondé en | Nombre de clubs |
| ---------------------------------- | -------- | --------------- |
| Vancouver Island Rugby Union       | -        | -               |
| North Vancouver Island Rugby Union | -        | -               |
| Vancouver Rugby Union              | -        | -               |
| Fraser Valley Rugby Union          | -        | -               |

## New Brunswick Rugby Union
Le New Brunswick Rugby Union est fondé en ? et compte ? clubs et ? licenciés.
| Comité | Fondé en | Nombre de clubs |
| ------ | -------- | --------------- |
| Néant  | -        | -               |

## Newfoundland and Labrador Rugby Union
Le Newfoundland and Labrador Rugby Union est fondé en ? et compte 4 clubs et ? licenciés.
| Comité | Fondé en | Nombre de clubs |
| ------ | -------- | --------------- |
| Néant  | -        | -               |

## Ontario Rugby Union
L'Ontario Rugby Union est fondé en 1949 et compte 64 clubs et 10 293 licenciés.
| Comité                            | Fondé en | Nombre de clubs |
| --------------------------------- | -------- | --------------- |
| Toronto Rugby Union               | -        | 28              |
| Niagara Rugby Union               | -        | 13              |
| Eastern Ontario Rugby Union       | -        | 14              |
| South Western Ontario Rugby Union | -        | 6               |

## Prince Edward Island Rugby Union
Le Prince Edward Island Rugby Union est fondé en ? et compte ? clubs et ? licenciés.
| Comité | Fondé en | Nombre de clubs |
| ------ | -------- | --------------- |
| Néant  | -        | -               |

## Rugby Manitoba
Le Rugby Manitoba est fondé en ? et compte 10 clubs et 500 licenciés.
| Comité | Fondé en | Nombre de clubs |
| ------ | -------- | --------------- |
| Néant  | -        | -               |

## Rugby Nova Scotia
Le Rugby Nova Scotia est fondé en 1965 et compte ? clubs et ? licenciés.
| Comité | Fondé en | Nombre de clubs |
| ------ | -------- | --------------- |
| Néant  | -        | -               |

## Rugby Québec
Le Rugby Québec est fondé en ? et compte ? clubs et ? licenciés.
| Comité | Fondé en | Nombre de clubs |
| ------ | -------- | --------------- |
| Néant  | -        | -               |

## Saskatchewan Rugby Union
Le Saskatchewan Rugby Union est fondé en 1975 et compte ? clubs et ? licenciés.
| Comité | Fondé en | Nombre de clubs |
| ------ | -------- | --------------- |
| Néant  | -        | -               |